# Periblem

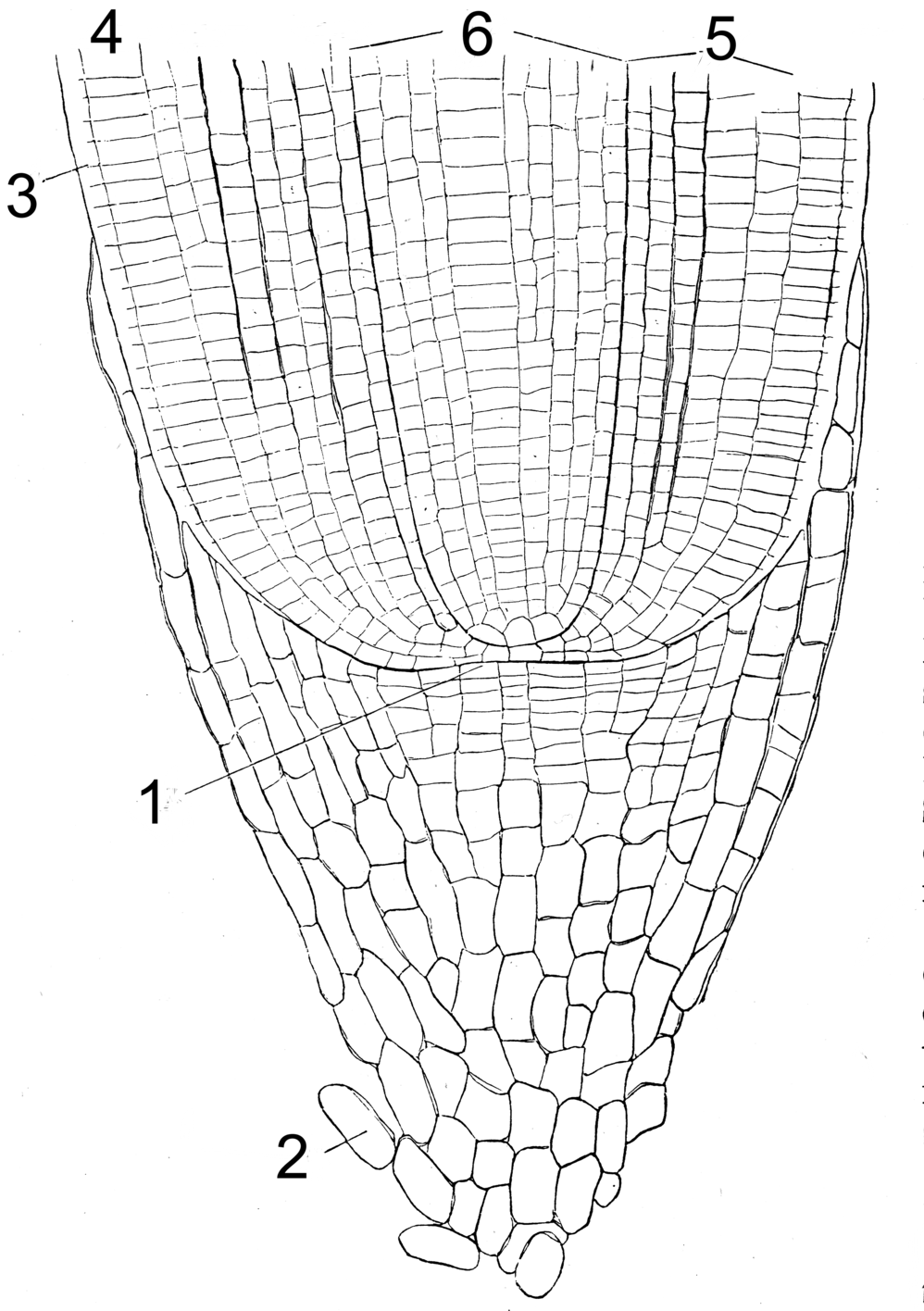
Wurzelspitze. 1 Meristem, 2 Wurzelhaube, 3 Rhizodermis, 4 Dermatogen (bildet Exodermis), 5 Periblem (bildet Rinde), 6 Plerom (bildet Zentralzylinder)

Das Periblem (von altgriechisch periblēma, deutsch „Umhüllung“) ist die in Bildung begriffene jugendliche Rinde im Vegetationskegel der Wurzel. Dort lässt sich die Differenzierung des Gewebes in den künftigen Zentralzylinder, das Plerom, und in die künftige Rinde, eben das Periblem, bereits am Vegetationskegel beobachten. Dieser Prozess kann durch die Wachstumszone bis in Zonen der Ausdifferenzierung verfolgt werden.